# Серапион (Фадеев)
Митрополи́т Серапио́н (в миру Николай Сергеевич Фадеев; 27 мая 1933, Москва — 19 ноября 1999, Тула) — епископ Русской православной церкви; с июля 1989 года митрополит Тульский и Белёвский.

## Биография
Николай Фадеев родился в 1933 году в Москве в семье служащих.
Окончил семь классов средней школы. В 1951 году, в возрасте 18 лет, поступил послушником в Троице-Сергиеву Лавру.
В 1952—1955 годах служил в рядах Советской Армии. После демобилизации вернулся в Троице-Сергиеву лавру.
27 июня 1957 года наместником Троице-Сергиевой лавры архимандритом Пименом (Извековым) был пострижен в монашество с именем Серапион в честь архиепископа Серапиона Новгородского. 18 июля того же года архиепископом Иоанном (Лавриненко) был рукоположён в сан иеродиакона.
В 1962 году окончил Московскую духовную семинарию и продолжил обучение в Московской духовной академии.
7 апреля 1965 года Патриархом Алексием (Симанским) был рукоположён во иеромонаха.
В 1966 году окончил Московскую духовную академию со степенью кандидата богословия за сочинение «Православное учение о Воплощении», после чего учился в аспирантуре при МДА.
В 1968 году с наместником Троице-Сергиевой лавры архимандритом Платоном (Лобанковым) посетил Францию, Бельгию и Голландию.
В 1969 году назначен референтом Отдела внешних церковных сношений Московского Патриархата. В том же году в составе делегации Русской Православной Церкви принимал участие в собеседованиях с богословами Малабарской Церкви в штате Керала, Индия. В 1970 году был включён в состав паломнической группы для поездки в Грецию и на Афон.
15 мая 1970 года возведён в сан игумена.
24 февраля 1971 года решением Священного Синода вместе с иеромонахом Иринеем (Середним) направлен на церковное служение в Патриаршее подворье в Токио с возведением их в сан архимандрита, которое состоялось 25 февраля 1971 года.
В мае 1971 года освобождён от должности клирика патриаршего подворья в Токио.
С 15 сентября 1971 года — помощник наместника Троице-Сергиевой Лавры.

### Архиерейство
2 февраля 1972 года решением Священного синода назначен представителем патриарха Московского при патриархе Антиохийском и епископом Подольским, викарием Московской епархии.
5 марта 1972 года в Богоявленском патриаршем соборе в Москве состоялась его архиерейская хиротония, которую совершали патриарх Московский и всея Руси Пимен, митрополит Ленинградский и Новгородский Никодим (Ротов), митрополит Крутицкий и Коломенский Серафим (Никитин), архиепископ Волоколамский Питирим (Нечаев), архиепископ Дмитровский Филарет (Вахромеев), архиепископ Тульский и Белёвский Ювеналий (Поярков) и епископ Новосибирский и Барнаульский Гедеон (Докукин).
С 14 по 18 мая 1973 года по приглашению предстоятеля Коптской церкви папы Шенуды III принимал участие в праздновании 1000-летия кончины святого Афанасия Великого.
5 августа 1974 года решением Священного синода освобождён от должности представителя Московского патриархата при патриархе Антиохийском с представлением ему времени на лечение.
17 апреля 1975 года решением Священного синода назначен епископом Иркутским и Читинским.
С 24 октября по 1 ноября 1977 года в составе делегации Русской православной церкви участвовал в торжествах по случаю 100-летия освобождения Болгарии от османского ига.
7 сентября 1979 года возведён в сан архиепископа.
24 апреля 1980 года решением Священного синода назначен архиепископом Владимирским и Суздальским. Добился возвращения церкви святых мощей благоверного князя Андрея Боголюбского.
12 мая 1984 года назначен временно председателем хозяйственного управления Московской патриархии, от чего был освобождён 18 июня 1985 года.
С 29 сентября по 6 октября 1984 года сопровождал патриарха Пимена при посещении Сербской православной церкви.
12 мая 1987 года перемещён на Кишинёвскую и Молдавскую кафедру, в связи с чем 13 мая 1987 года был возведён в сан митрополита и награждён правом ношения второй панагии.
Как пишет Николай Митрохин, «введённые им чудовищные поборы с духовенства, хамство и декларируемое намерение русифицировать молдавскую православную жизнь не встретили понимания подчинённых». Кроме того, митрополит Серапион встретил противодействие набиравшего силу молдавского националистического движения. В конце концов был вынужден подать прошение о переводе на другую епархию.

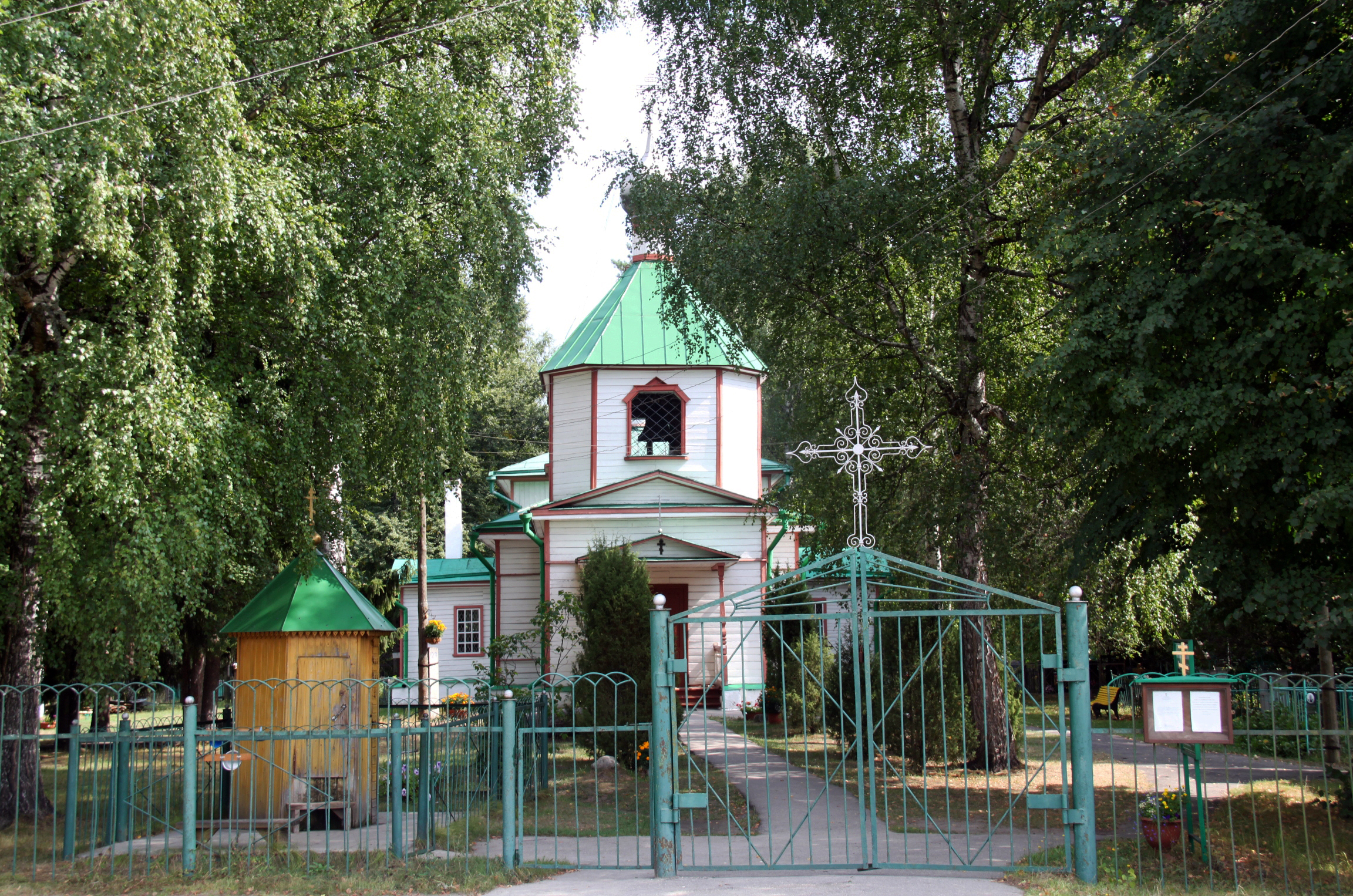
Параскево-Пятницкий храм села Великодворье

6 июля 1989 года решением Священного синода назначен митрополитом Тульским и Белёвским.
С конца 80-х годов XX века начался процесс возрождения Церкви в стране, не стала исключением и Тульская епархия. В Туле за время нахождения на кафедре митрополита Серапиона были открыты 14 храмов, а по всей епархии — около 80. Практически во всех храмах Тулы шла реставрация, обновление, ремонт. Была восстановлена колокольня Свято-Никольского храма, проведена реставрация храмов Сергия Радонежского, Вознесения в Заречье, Успенский собор в Кремле и Щегловского монастыря. Успенский мужской монастырь со скитом и подворьями создан в промышленном городе Новомосковске, где прежде не было ни одного храма.
Скончался в 5 часов утра 19 ноября 1999 года после тяжёлой болезни (сахарный диабет). Отпевание состоялось 20 ноября и прошло, согласно завещанию, в самом его любимом из тульских храмов — Свято-Никольском. Похоронен, по его же завету, в Параскево-Пятницком храме села Великодворье Гусь-Хрустального района Владимирской области.

## Память
Параскево-Пятницкий храм села Великодворье Гусь-Хрустального района Владимирской области, где он похоронен, регулярно посещают его ученики и последователи. Ежегодно 29 марта, в день его тезоименитства, и 19 ноября, в день его кончины, там проходят богослужения в его память.
В церковно-археологическом кабинете Тульской духовной семинарии устроен мемориальный кабинет митрополита Серапиона, где хранятся его облачения, личные вещи, книги, рукописи, фотографии.
К 80-летию со дня рождения митрополита Серапиона в Туле был выпущен перекидной календарь на 2013 год.